# Triaenodes laciniatus
Triaenodes laciniatus là một loài Trichoptera trong họ Leptoceridae. Chúng phân bố ở miền Australasia.